# Vinica (Ukrajina)
Vinica, Vinnycja (ukrajinski: Вінниця, ruski: Винница, njemački Winnyzja, poljski: Winnica, hebrejski : ויניצה) je grad u središnjoj Ukrajini, središte Viničke oblasti. Vinnicja predstavlja jedno od starijih ukrajinskih trgovačkih i kulturnih središta, u njemu i danas djeluje 6 visokih sveučilišta, a naziv grada potječe od latinske riječi vīnea (vinograd) s obzirom na to da su za širu okolicu grada karakteristične vinogradske plantaže. 
U industrijskom smislu grad se posebno počeo jače razvijati nakon Drugog svjetskog rata kada je postao jedno od ključnih vojnih odnosno zrakoplovnih središta Sovjetskog Saveza. U gradu je danas aktivno preko 76 većih industrijskih poduzeća koji prizovode veći spektar raznih finalnih proizvoda. 

## Povijest
Značajni arheološki tragovi civilizacije na prostoru Vinnycje nalaze se i prije dolaska Slavena. Prostore Vinnycje prije službenog osnutka grada naselila su ukrajinska plemena Uliči i Tiverci koja su se u 10. stoljeću našla u sklopu Kijevske Rusi. U isto vrijeme i nešto kasnije susreću se tvrđave srušene u borbi s Mongolima. U 14. stoljeću iste prostore zauzimaju litavski kneževi, a potom poljski, tako da je za grad i šire središte duže vrijeme bila karakteristična multikulturalnost. 
Vinnycja u 16. stoljeću postaje važno trgovačko i političko središte Ukrajinaca i Poljaka. Grad je imao posebno značajnu ulogu vojnog središta u vrijeme kozačkih ratova na prostorima Kneževine Moldavije. Od 1937. do 1938. sovjetska tajna policija NKVD počinila je masovne zločine nad etničkim Ukrajincima, a grobnice su razotkrivene zahvaljujući okupaciji Nijemaca 1943. godine. Značajnu ulogu grad Vinnycja je imao i za vrijeme Drugog svjetskog rata kada je postao jedno od glavnih središta nacističkih okupatora. 

## Zemljopis
Vinnycja se nalazi u središnjoj Ukrajini na rijeci Južni Bug, udaljena 260 km od Kijeva, 429 km od luke Odesa, i 369 km od Lavova.

## Stanovništvo
Godine 1989. Vinnicja je imala 374.304 stanovnika, a od tada bilježi stalni pad. Po službenom popisu iz 2001. godine grad je imao 356.665 stanovnika, a prema procjeni iz 2005. godine grad je imao 360.241 stanovnika, dok ih 2010. godine ima 366.654.

## Gradovi prijatelji
- Kielce, Poljska
- Peterborough, Engleska, Velika Britanija
- Birmingham, Alabama, SAD
- Iaşi, Rumunjska
- Rîbnița, Moldova
- Bursa, Turska
- Lipeck, Rusija

## Poznate osobe
- Natan Altman, ruski slikar
- Natalija Dobrynska, ukrajinska atletičarka
- Myhajlo Kocjubynskyj ukrajinski pisac, pjesnik

## Galerija
- Vinnyčki vodotoranj
- Muzej Nikolaja Pirogova
- Vinnyčko gradsko kazalište

## Vanjske poveznice
- Službena stranica grada  Arhivirana inačica izvorne stranice od 30. siječnja 2008. (Wayback Machine)

### Ostali projekti
|  | Zajednički poslužitelj ima još gradiva o temi Vinnycja |